# Palmasola (Bolivia)
El Centro de Rehabilitación Santa Cruz "Palmasola" es un centro penitenciario de Bolivia, ubicado en Santa Cruz de la Sierra, una de las ciudades más pobladas de  Bolivia, cuenta con una extensión de casi 40 hectáreas.  

## Características
En esta cárcel viven alrededor de 6000 internos, alrededor  el 40% de la población carcelaria del país, del total de esta población carcelaria el 70% permanece aún en prisión preventiva. 
Fue creada al final de los años ochenta, teniendo como objetivo descongestionar la que fue la cárcel local hasta ese entonces ubicada en el centro de la ciudad de Santa Cruz.

Según un medio local que cubría las noticias con respecto al centro penitenciario en 2018:
Así comienza la triste y célebre historia de una cárcel atípica, de nombre rimbombante y muy ambicioso, que de centro de rehabilitación solo tiene la pretensión y que, con el transcurso de los años, se ha convertido en la más insegura y peligrosa del país, debido a que ha tenido un aumento explosivo y hoy alberga a una superpoblación penitenciaria de más de 6.000 internos. Esto hace que vivan hacinados y sin ocupación, que parasiten todo el día y que se fagociten entre ellos para costear sus vicios y su sobrevivencia a través del cobro de extorsiones y otros latrocinios, como los seguros de vida, derechos de piso, alquileres y anticresis de viviendas, que son comandadas por mafias rearticuladas, conocidas como las famosas ‘pesadas’, que ostentan el poder y el dominio pleno de estos predios.

## Autoorganización
Durante décadas la policía estaba a cargo de la seguridad perimetral solamente, siendo los mismos reos quienes se organizaban y tenían a cargo el orden y la seguridad de cada uno de sus pabellones.
Esta forma de organización desemboca en la creación de grupos llamados "los disciplina" que eran los encargados de seguridad, orden y el cumplimiento de las órdenes de la regencia a cargo, esto da pie a la conformación de grupos de poder que luchaban entre sí, teniendo como resultado reyertas con decenas de muertos.
Un ejemplo fue el motín suscitado el 23 de agosto de 2013 en el que un grupo de internos atacó a otro, provocando además un incendio que ocasionó la muerte de 35 personas y más de 50 heridos, o el motín que se produjo el 5 de marzo de 2018, en el que seis reos fugaron.
Este tipo de acciones dieron pie a que el 14 de marzo de 2018 la policía tome el control de la cárcel en una redada sin precedentes, en la que se desplazaron aproximadamente 2300 policías armados, quienes tomaron el control, teniendo como resultado 7 internos muertos y varios policías heridos.